# Rødovre Byggelegeplads
Rødovre Byggelegeplads er en byggelegeplads i Rødovre. Legepladsen, der åbnede i 1964, skiller sig ud fra andre byggelegepladser ved at have intensivt dyrehold, heriblandt kaniner, geder, heste og diverse fuglearter.
Den er en af landets ældste med sine omkring 50 år.
Byggelegepladsen er, efter flere udvidelser, i dag en af de større i Danmark.
I daglig tale går byggelegepladsen under navnet "byggeren", ligesom den noget mere omtalte Firkantens Byggelegeplads.
Byggerens hjemmeside
|  | Denne artikel om lokaliteten Rødovre Byggelegeplads kan blive bedre, hvis der indsættes et (bedre) billede. Du kan hjælpe ved at afsøge Wikimedia Commons for et passende billede eller lægge et op på Wikimedia Commons med en af de tilladte licenser og indsætte det i artiklen. |

55°40′40″N 12°26′28″Ø / 55.67778°N 12.44111°Ø